# Vanderlei Aparecido
Vanderlei Aparecido (* 22. August 1968) ist ein ehemaliger brasilianischer Fußballspieler.

## Karriere
1993 unterschrieb er einen Vertrag beim japanischen Zweitligisten Yamaha Motors. 1993 wurde er mit dem Verein Vizemeister der zweiten Liga und stieg in die erste Liga auf.